# Mousepad
Mousepad — це графічний текстовий редактор, написаний для Xfce (середовище стільниці для Linux). Програма має невеликий розмір, при цьому наявні додаткові функції, такі як плагіни, історія пошуку та автоматичне перезавантаження. Назва Mousepad походить від миші на логотипі Xfce.
Розробники представляють Mousepad як простий у використанні та швидкий редактор текстових файлів, а не середовище розробки чи програму із величезною купою плагінів. З іншого боку, будуть використовуватися найновіші доступні функції GTK, а це означає, що якщо GTK додасть щось нове в основній версії, корисне для редактора, то, ймовірно, це буде інтегроване в Mousepad.
Mousepad спочатку був написаний як форк існуючого текстового редактора Leafpad  для покращення підтримки функцій друку. З версії 0.3.0 у грудні 2012 року він був переписаний, і оригінальний код був повністю замінений.
Незважаючи на те, що Mousepad написаний для Linux, його було перенесено також на FreeBSD , доступний для macOS через MacPorts  і Microsoft Windows через Cygwin .  Це текстовий редактор за замовчуванням для дистрибутивів Linux, які використовують Xfce, наприклад Xubuntu .  Kali Linux використовує Mousepad як текстовий редактор за замовчуванням, але змінює код, додаючи новий рядок у кінці файлів, щоб вони були POSIX-сумісними та не зливалися під час друку кількох файлів.